# وستبورن، ساسکس غربی
وستبورن (به انگلیسی: Westbourne) یک روستا و محله مدنی در بریتانیا است که در Chichester واقع شده‌است. وستبورن ۷٫۴۷ کیلومتر مربع مساحت و ۲٬۳۰۹ نفر جمعیت دارد.